# Kernstadterweiterung Süd
Die Kernstadterweiterung Süd ist ein städtebauliches Projekt in der Kreisstadt Reutlingen. In einem 3,7 Hektar großen Quartier an der „Oberen Wässere“ stand eine alte Fabrik und Wohnhäuser. Diese wurden weitgehend abgerissen und ein Shopping-Center der gehobenen Preisklasse, ein Parkhaus und weitere Gebäude zur gewerblichen Nutzung errichtet. Die Gesamtkosten beliefen sich auf etwa 120 Millionen Euro.
Zusammen mit der „Stadtbildplanung Marktplatz“ wurde die Kernstadterweiterung Süd 2009 als landesweit vorbildliche Projekt der Stadtentwicklung im Wettbewerb „Mittendrin ist Leben. Starke Zentren für Baden-Württemberg“ vom Landesinnenministerium ausgezeichnet.

## Notwendigkeit und Ziele
Ziel der Stadt Reutlingen war es, den Kernstadtbereich über die historische Altstadt Reutlingens hinaus zu erweitern.
Das Projekt wurde als „Privat Public Partnership“ von der Stadt Reutlingen mit dem Investor Willi Schöler geplant, finanziert, umgesetzt und vermarktet. Reutlingens Oberbürgermeisterin Barbara Bosch nannte das Projekt „ein gelungenes Beispiel für die Partnerschaft von privatem und öffentlichem Engagement“. Die Stadt investierte 8,5 Millionen Euro für die Infrastruktur auf dem Gebiet. Sie übernahm die Kosten für den Straßen-, Brücken- und Kanalbau.

## Planung und Umsetzung
An Investitionen in dem Bereich plante der Investor Schöler bereits seit 1989. Ein in zwölf einzelne Bauabschnitte gegliederter der Entwicklungsplan für das Quartier „Obere Wässere“ wurde erstellt, der im Wesentlichen von dem Investor stammte.
Eine Markthalle ist der zentrale Bau der Kernstadterweiterung. Das Gebäude der ehemaligen Textilfabrik Engel wurde zu einem Einkaufszentrum mit 2.000 Quadratmetern mit Geschäften von regionalen Erzeugern und Fachgeschäften der gehobenen Preisklasse ausgebaut. Weitere 4.000 Quadratmeter wurden an „hochwertige Dienstleister“ (General-Anzeiger) wie Ärzte, Steuerberater, Rechtsanwälte und Werbe-/Medienbüros vermietet. Die Baukosten für diesen Abschnitt betrugen rund 18 Millionen Euro.